# 柏增
阿道夫·若望·柏增（英語：Adolph John Paschang；1895年4月16日—1968年2月3日) 是天主教美國籍主教及瑪利諾外方傳教會會士。曾任廣東省江門宗座代牧區宗座代牧及江門教區主教（1937年-1968年）。

## 生平

### 早年生活
柏增出生於1895年4月16日，在美國密蘇里州奧德雷恩縣的小鎮馬丁斯堡的一個農場家庭。他少年時入讀威斯康辛州聖心坎庇恩高中及聖路易斯市肯里克神學院。1917年，他21歲時加入成立不久的瑪利諾外方傳教會。於1921年5月21日，柏增在26歲時晉鐸。晉鐸後，被派遣到中國廣東省江門傳教。。
柏增神父於陽江、嘉應、梧州、台山和江門等地傳教，並在當地開辦瑪利諾會第二所學校。其後，又在茂名高州聖心學校工作。

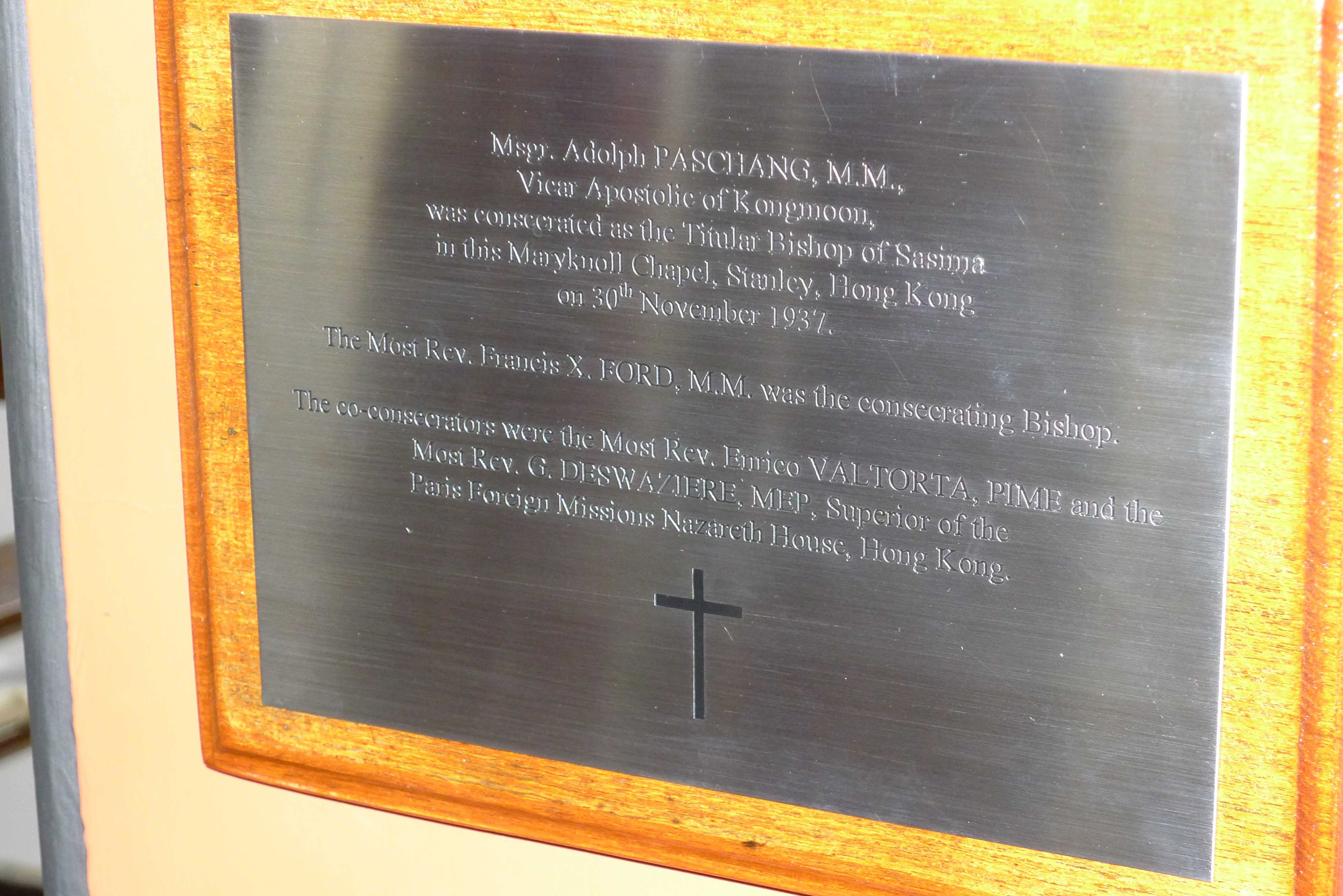
瑪利諾神父會宿舍小教堂內的柏增主教晉牧紀念碑

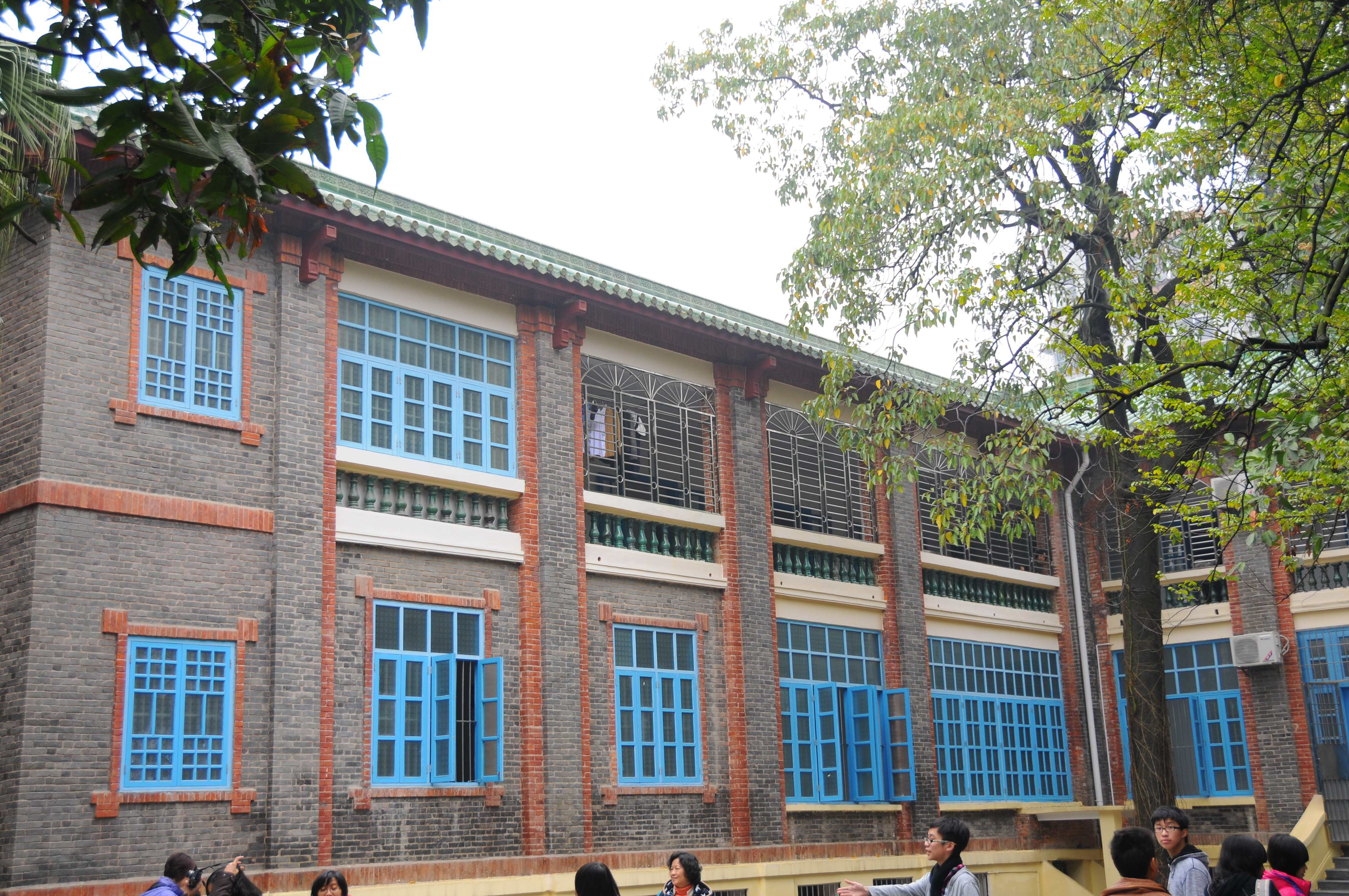
舊主教座堂江門聖母聖心堂

### 牧職
1936年7月，華理柱主教獲選為瑪利諾外方傳教會第二任總會長。1937年6月17日，柏增在42歲時獲時任教宗庇護十一世江門宗座代牧區宗座代牧，領銜土耳其薩西瑪教區主教。同年11月30日，在英屬香港由嘉應宗座代牧福爾德主教主禮，香港宗座代牧恩理覺主教和北海宗座代牧祝福主教襄禮晉牧。
抗日戰爭初期，廣東省被日本佔領，美國籍的柏增主教獲准繼續在當地服務。1941年2月，柏主教前往英屬香港，後再前往江門宗座代牧區尚未淪陷區域。柏主教出發前曾於道明會玫瑰崗教堂協助主持祝聖儀式。二戰後期，柏主教再次被迫離開江門，被送往葡屬澳門。期間，他曾多次秘密前往江門，繼續傳教及救濟工作。
1946年4月11日，聖座在中國設立聖統制，江門宗座代牧區升格為江門教區，屬於廣東教省，柏增留任成為江門教區首任主教。

### 受迫害

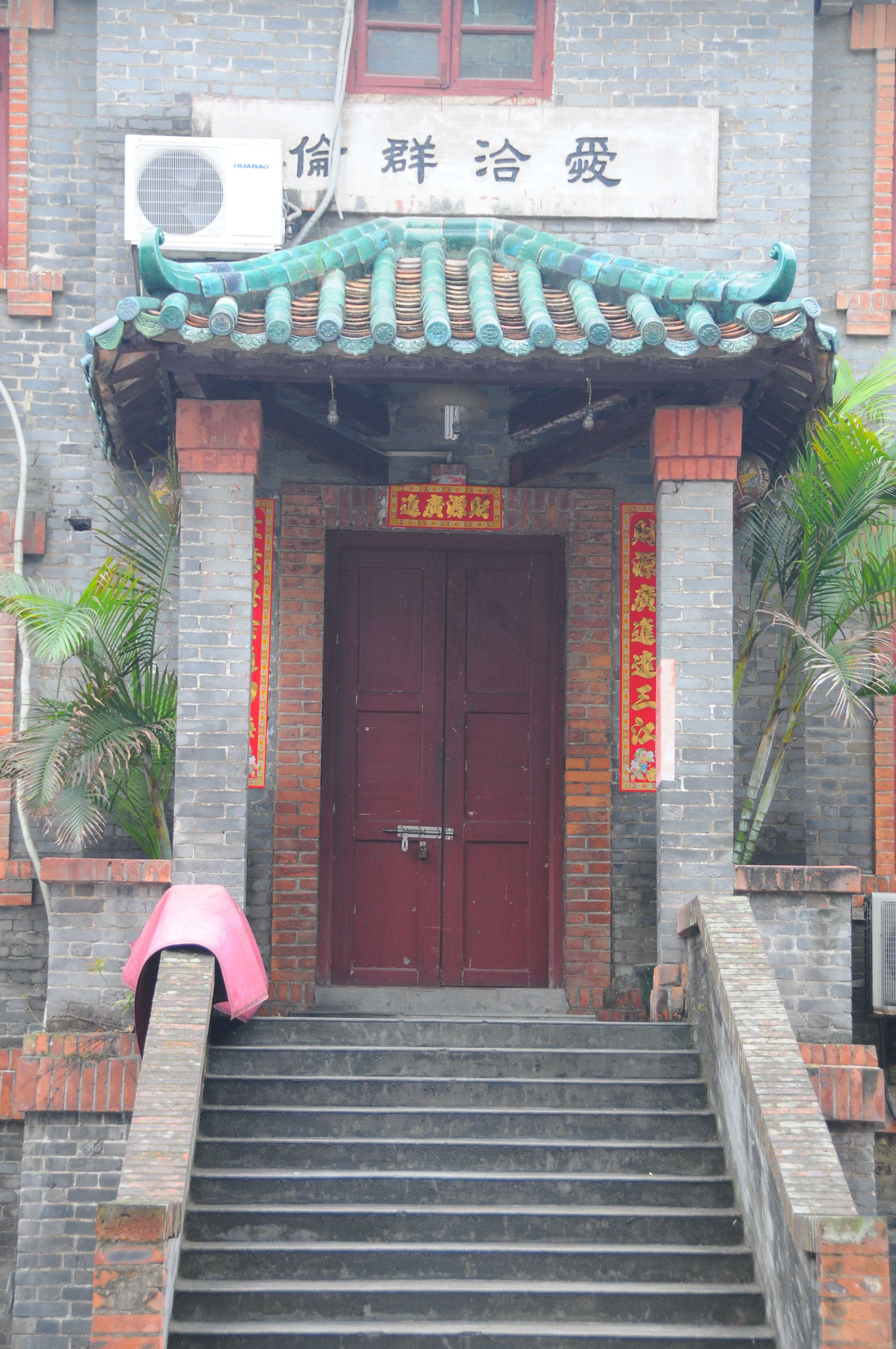
舊主教座堂江門聖母聖心堂

1949年10月1日，中國共產黨在中國大陸地區建立中華人民共和國，並開始針對天主教進行宗教迫害及打壓，教會已經無法正常功能，柏增主教選擇留守。1951年12月5日紐約時報報導，柏增主教因為教會擁有土地而被指為是地主，被拘捕及強迫他致電英屬香港的瑪利諾外方傳教會，告知中國政府需要22,000美元的保金。同月7日，美國瑪利諾外方傳教會總會院收到一份要求6,000美元贖金的勒索電報，但是會方沒有作出交付。同月19日紐約時報再報導指，隨著中國大陸土地改革运动加劇，柏增主教再度受壓，並曾被迫跪碎磚。。

### 獲釋返港
威廉·敦斯神父所著《瑪利諾香港編年史》1952年6月9日紀錄如下：
「歷盡苦待，柏增主教從江門北街聖母聖心座堂被押解至一小艇，驅逐出境。押解途上，柏增心內咕嘀，小艇終究往何方航行，心裡沒底；日佔時江能士神父之下場定在他心中閃過。」1952年6月6日晚上，柏增主教到達葡屬澳門後，
並於同月9日晚上抵達英屬香港，並一直居住在赤柱的瑪利諾神父宿舍。

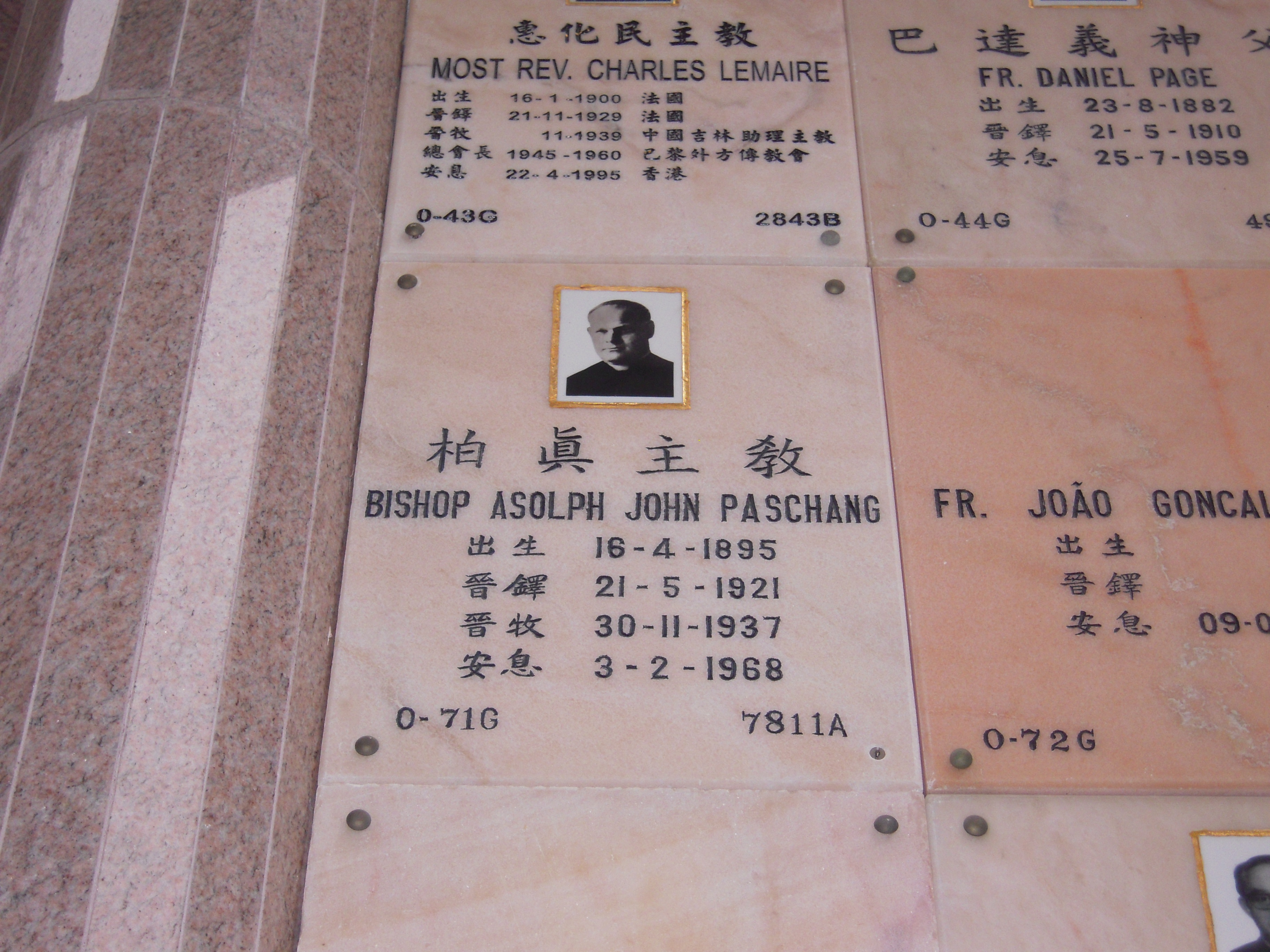
柏增主教安息所

### 晚年
其後，柏增主教曾一度短暫返回美國探望親友1957年3月，柏主教中風入往灣仔嘉諾撒醫院。同年10月，會見訪港的瑪利諾外方傳教會總會長。1958年5月，柏主教需要坐輪椅代步。1968年2月3日，柏增主教於英屬香港銅鑼灣聖保祿醫院去世，享年72歲。。

## 紀念

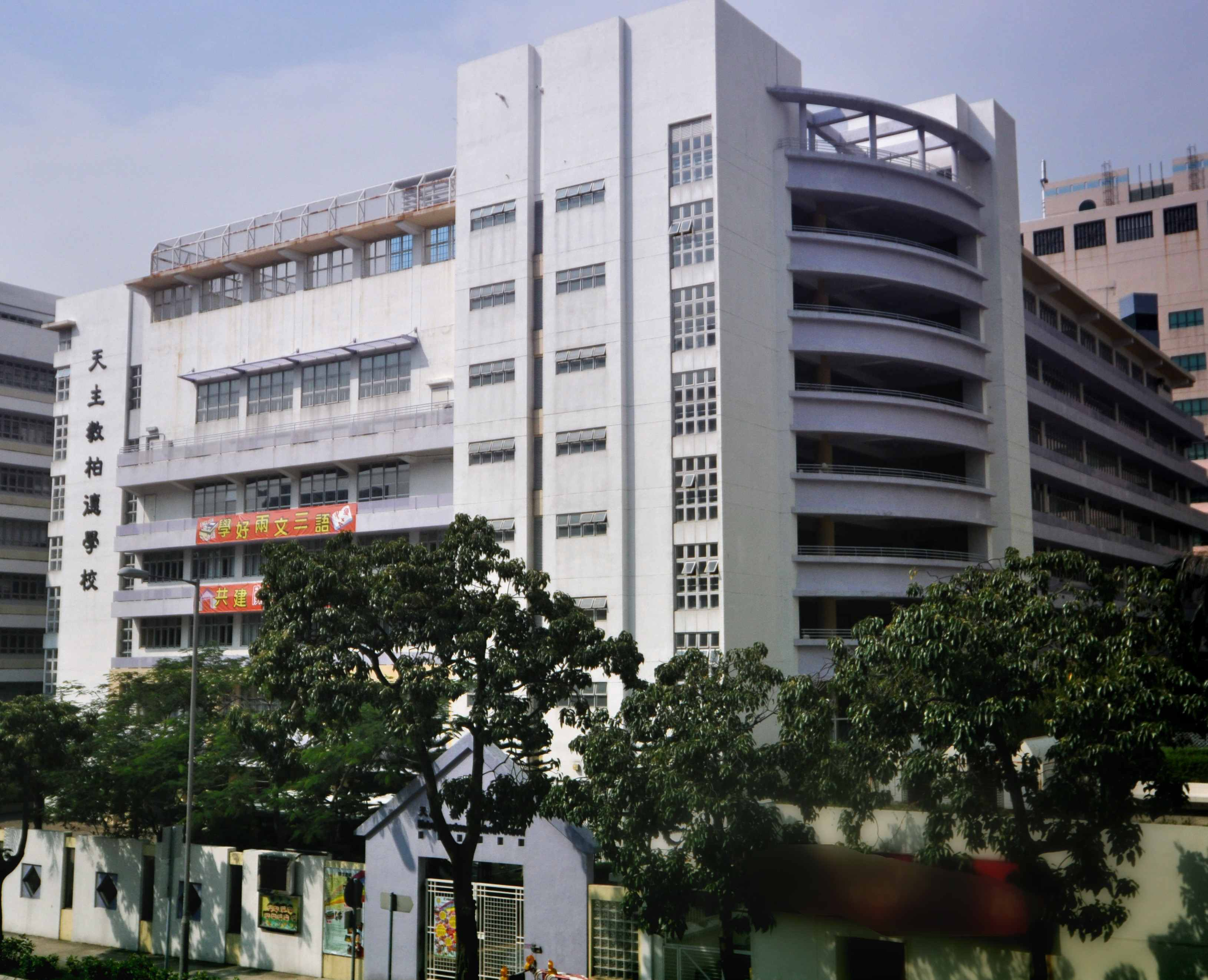
位於香港九龍九龍灣的天主教柏德學校 外貌

1969年，瑪利諾外方傳教會會士陸伯仁神父於香港牛頭角以柏增主教，取名一所小學為柏德學校。
至1990年代，香港政府計劃將柏德學校所在的牛頭角下邨拆卸重建。因此，時任柏德學校校長梁國雄於1997年起，向政府申請新校舍。直至2000年，政府在九龍灣批出新校舍給柏德學校，以轉全日制方式實行分階段搬遷。柏德學校上午校於2002年遷往新校舍及易名為天主教柏德學校，實施全日制。
2008年，在牛頭角的柏德學校校舍交還政府及拆卸，而柏德學校下午校所餘班別，自此亦合併入九龍灣天主教柏德學校，完成歷時11年的搬遷計劃。

## 趣事
1946年5月，柏增主教抵達赤柱瑪利諾神父宿舍時，虬髯滿面。對久未修整儀容之神父，瑪利諾神父宿舍傳統提供強迫服務——手拔鬍鬚。由於，柏增有主教身份免受酷刑。

## 延伸閱讀
- 玛利诺外方传教会
- 天主教江门教区
- 天主教柏德學校
- UCA news

## 外部連結
- 1924年柏增神父與在陽江學習拉丁文的學生合照。照片來源自美國南加州大學數碼網上圖書館 （页面存档备份，存于）
- 1947年江門小孩在觀賞爆竹。爆竹是掛在一棵紀念柏增主教的樹上。照片來源自美國南加州大學數碼網上圖書館 （页面存档备份，存于）
- 1922年柏增神父與另一位瑪利諾會士 戴亞士神父 (Fr Dietz) 合照於東鎮。照片來源自美國南加州大學數碼網上圖書館 （页面存档备份，存于）
- 1949年9月1日廣東台山聖心醫院新遷開幕紀念。照片來源自美國南加州大學數碼網上圖書館 （页面存档备份，存于）
- 1925年瑪利諾神父及修女於香港合照。照片來源自美國南加州大學數碼網上圖書館 （页面存档备份，存于）
- Bp. Fourquet at installation of Fr. Paschang at Jiangmen, China from USC digital library Website （页面存档备份，存于）
- Bishop Paschang Catholic School 天主教柏德學校 （页面存档备份，存于）官方網頁